# Дмитриевка (Актюбинская область)
Дмитриевка (каз. Дмитриевка) — село в Мартукском районе Актюбинской области Казахстана. Входит в состав Байтурасайского сельского округа. Код КАТО — 154635200.

## Население
В 1999 году население села составляло 372 человека (181 мужчина и 191 женщина). По данным переписи 2009 года, в селе проживало 269 человек (127 мужчин и 142 женщины).